# Juliette Adam
Juliette Adam, nascuda com Juliette Lambert (4 d'octubre de 1836 a Verberie, Oise - 23 d'agost de 1936 a Callian, Var), fou una escriptora, polemista, protofeminista i republicana francesa.

## Biografia
Juliette Adam va ser filla d'un metge de província, Jean-Louis Lambert i de la seva dona Olympe Seron. Es va casar en primeres núpcies amb l'advocat Alexis La Messine, enviudant l'any 1867, i tornant-se a casar amb l'advocat Edmond Adam, un polític diputat de l'esquerra republicana que va ser fundador del Crèdit Foncier de França, a més de prefecte de policia en 1870 i més tard senador vitalici.
El seu saló del bulevard Poissonnière, i més tard, a partir de 1887, el nou saló del bulevard Malesherbes, del qual Léon Gambetta va ser l'home més significatiu, van ser una llar activa d'oposició a Napoleó III i va esdevenir un dels cercles republicans més en voga. Allà es van trobar Adolphe Thiers, Émile de Marcère, Charles de Freycinet, Eugène Pelletan, Gabriel Hanotaux, Edmond About, Louis Blanc, Alphonse Daudet, Camille Flammarion, Georges Clemenceau, l'editor Jules Hetzel, el poeta Sully Prudhomme, Émile de Girardin, Gustave Flaubert, Louis de Ronchaud, Gaston París, Victor Hugo, Guy de Maupassant, Ivan Tourguéniev, Aurélien Scholl i el grec Dimítrios Vikélas. Quan va caure el Segon Imperi, va ser entre els assistents a aquest saló que es van reclutar els homes de govern. Dona d'una gran influència, Juliette Adam es veia a si mateixa com l'encarnació de «la Gran Francesa», disposada a fer tornar la França moralment desfeta al seu rang a Europa, arribant fins i tot al bel·licisme més obert i a la xenofòbia. Va ser sobretot l'apòstol d'una aliança amb la Rússia.
Amiga de George Sand, de Julie-Victòria Daubié i de Marie-Anne de Bovet, es va deslligar de Léon Gambetta tan bon punt aquest va accedir a la presidència de la Cambra (Assemblea Nacional), i gira la seva activitat cap a la literatura. En 1879, funda La Nouvelle Revue (La Nova Revista), a la qual es va dedicar al llarg de vint anys, fins a 1899, quan la va vendre a Pierre-Barthélemy Gheusi. Hi va publicar sobretot les primeres novel·les de Paul Bourget o Le calvaire d'Octave Mirbeau. Va encoratjar igualment els començaments literaris de Pierre Loti, d'Alexandre Dumas fill i de Léon Daudet.
Traient profit d'una salut pretesament sorprenent, va viure gairebé cent anys, va descobrir Golfe-Juan on hi va comprar en 1858 un terreny per construir-hi una vila, nomenada «Les Bruyères», posant de moda aquest l'establiment balneari.
El 5 d'agost de 1882, va comprar a Gif-sur-Yvette (Seine-i-Oise) el terreny de l'Abadia on va viure de 1904 fins a la seva mort l'any 1936.
Va formar part del primer jurat del Premi Vie Heureuse (vida feliç, antecessor del premi Femina) creat l'any 1904 per dones de lletres, com la comtesse de Noailles, Séverine (Caroline Rémy), Daniel Lesueur (Jeanne Loiseau), Jean Bertheroy (Berthe Le Barillier), etc.
Va ser la presidenta en el moment de la creació, en març 1915, de la Croada de les Dones franceses, organització que es va crear amb Julie Siegfrid i Daniel Lesueur, sent aquesta darrera la seva successora a la presidència, des de l'any 1916 fins a l'Armistici. Aquesta organització tenia 10.000 adherits l'any 1916.
Juliette Adam es va convertir al catolicisme l'any 1905. Després del seu traspàs va ser enterrada al cementiri del Père-Lachaise de París.

## Homenatge
- La novel·la Pêcheur d'Islande (Pescador d'Islàndia) de Pierre Loti, dedicada amb l'esment: «Homenatge d'estimació filial».
- Un col·legi,[7][8] i un carrer a Gif-sur-Yvette, que porten el nom de Juliette Adam.
- Una avinguda de Golf-Juan i un carrer de Verberie (Oise), que porten igualment el nom de Juliette Adam.
- Un carrer de Chauny porta el seu nom de naixement, Juliette Lambert (amb una «t» final).
- París li va retre homenatge atribuint el seu nom de naixement, Juliette Lamber (sense «t»), a un carrer del districte 17è (decret del 5 de juny de 1897).
- Un carrer de Brive-la-ObresGaillarde li ret homenatge (decret de 1936).

## Obres

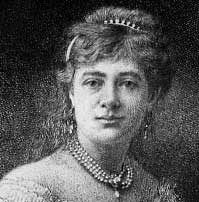
Juliette Adam en 1879,
segons Henri-Émile Lessore.

- Juliette La Messine, Idées antiproudhoniennes sur l'amour, la femme et le mariage, A. Taride, 1858.[10]
- Juliette Lamber (Mme Edmond Adam), Le Siège de Paris: Journal d'une Parisienne, Michel Lévy, 1873 (convertit en el volum IV de Mes Souvenirs).
- Juliette Lamber, Laide, Calmann-Lévy i Librairie Nouvelle, 1878.
- Juliette Lamber, Grecque, Calmann-Lévy, 1879.
- Juliette Lamber (Mme Adam), Païenne, P. Ollendorff, 1883.
- Juliette Lamber (Madame Adam), La Patrie Hongroise. Souvenirs Personnels. Paris. Nouvelle Revue. 1884.
- Madame Juliette Adam (Juliette Lamber), Mes souvenirs, 7 vol., A. Lemerre, 1902-1910 :
  - I. Le Roman de mon enfance et de ma jeunesse, 1902 ;
  - II. Mes premières armes littéraires et politiques (1855-1864), 1904 ;
  - III. Mes sentiments et nos idées avant 1870 (1865-1870), 1905 ;
  - IV. Mes illusions et nos souffrances pendant le siège de Paris, 1906 ;
  - V. Mes angoisses et nos luttes (1871-1873), 1907 ;
  - VI. Nos amitiés politiques avant l'abandon de la Revanche (1873-1877), 1908 ;
  - VII. Après l'abandon de la Revanche (1877-1880), 1910.
- Adam (Juliette) Impressions françaises en Russie, París, Hachette, 1912
- Mme Adam (Juliette Lamber), Chrétienne, Plon, 1913.
- Mme Juliette Adam (Juliette Lamber), L'Angleterre en Égypte, Imprimerie du Centre, 1922.